# Дамур, Тибо
Тибо́ Даму́р (фр. Thibault Damour; род. 7 февраля 1951 года) — французский физик-теоретик, профессор теоретической физики в Институте высших научных исследований (IHÉS) с 1989 года.
Труды в области общей теории относительности, физики чёрных дыр и пульсаров, космологии, теории струн и фундаментальной метрологии. Внёс большой вклад в исследование гравитационных волн от компактных двойных звёздных систем, вместе с Алессандрой Буонанно изобрёл подход «эффективного одного тела» к расчёту орбитальных траекторий двойных черных дыр.
Член Парижской академии наук (1999) и Американской академии искусств и наук (2016). Приглашённый профессор Национальной консерватории искусств и ремёсел (2000). Лауреат премии Бальцана, медали Альберта Эйнштейна, медали Дирака и других отличий.

## Биография и научная деятельность
С 1970 по 1974 год учился в парижской Высшей Нормальной школе; одновременно (1973—1974) работал в Институте Анри Пуанкаре. В 1974 году защитил диссертацию в Парижском университете. Далее два года (1974—1976) провёл в Принстонском университете в качестве научного сотрудника Европейского космического агентства (ЕКА).
В 1979 году он получил докторскую степень в Университете Пьера и Марии Кюри. С 1977 по 1981 год работал в Национальном центре научных исследований (CNRS) в группе теоретической астрофизики Парижской обсерватории. Он оставался в CNRS до 1992 года, с 1989 года он профессор теоретической физики в Институте высших научных исследований (IHÉS) под Парижем.
Одной из тем работ Дамура был теоретический анализ экспериментальных проверок общей теории относительности (ОТО); например. с 1991 по 1996 год он возглавлял теоретическую группу спутникового эксперимента «Satellite Test of the Equivalence Principle» (STEP), проверявшего принцип эквивалентности. Он также был членом консультативных советов по фундаментальным исследованиям в ЕКА и Французском космическом агентстве.
В других трудах Дамур исследовал связь задачи двух тел в ОТО с излучением гравитационных волн, важность этих работ выяснилась при первом обнаружении этих волн из двойных звездных систем с пульсарами (2015 год). В 1999 году вместе с Алессандрой Буонанно Ламур разработал формализм «эффективного одного тела» для аналитического решения эволюции чёрных дыр на пути к слиянию. Позже именно такую ситуацию обнаружили, когда гравитационные волны впервые были непосредственно обнаружены в проекте LIGO в 2015 году.
Он также занимался космологическими аспектами теории струн. Вместе с Бернаром Жюлиа, Германом Николаи и Марком Энно он показал, что исчезновение хаотического поведения сингулярностей Лифшица — Белинского — Халатникова в общей теории относительности (с обобщением в теории Калуцы-Клейна из эффективных теорий струн) в более чем 10 пространственно-временных измерениях связано с отсутствием в этих более высоких измерениях гиперболических алгебр Каца-Муди, которые  и ответственны за колебательное хаотическое поведение.

## Основные труды
- T. Damour, and R. Ruffini. Neutron Stars, Black Holes and Binary X-Ray sources (англ.) // Phys. Rev. Lett : journal. — 1975. — Vol. 35. — P. 463.
- Thibault Damour. Le Renouveau de la relativité générale, La Recherche 189 (juin 1987) 766—776..
- Thibault Damour, Stanley Deser. Relativité, dans Encyclopaedia Universalis, 1989.
- Thibault Damour, Jean-Claude Carrière. Entretiens sur la Multitude du Monde. Editions Odile Jacob, Paris 2002, ISBN 2-7381-1077-0
- Thibault Damour, Ian I. Kogan, Antonios Papazoglou. Spherically symmetric spacetimes in massive gravity (англ.) // Physical Review D : journal. — 2003. — Vol. 67. — P. 064009. — doi:10.1103/PhysRevD.67.064009.
- Thibault Damour. Poincare, Relativity, Billiards and Symmetry // Symposium Henri Poincare, Proceedings. Solvay Workshops and Symposia. — 2004. — Vol. 2.
- Thibault Damour. La relativité générale, // Einstein aujourd'hui, Michèle Leduc et Michel Le Bellac (éditeurs), EDP Sciences, janvier 2005. (ISBN 2-868-83768-9). Chapitre 6, p. 267–319.
- Thibault Damour. Gravitational radiation from cosmic (super)strings: Bursts, stochastic background, and observational windows // Physical Review D. — Vol. 71, no. 6. — P. 063510. — Bibcode: 2005PhRvD..71f3510D. — doi:10.1103/PhysRevD.71.063510.
- Thibault Damour, Olivier Darrigol, Bertrand Duplantier, Vincent Rivasseau. Einstein 1905–2005 (Poincaré Seminar; 2005). Birkhäuser Verlag, Basel 2006, ISBN 978-3-7643-7435-8.
- Thibault Damour. Once upon Einstein („Si Einstein m'était conté“). Peters Press, Wellesley 2006, ISBN 1-56881-289-2.
- Remo Ruffini, Thibault Damour, Robert T. Jantzen. Twelfth Marcel Grossmann Meeting, The: On Recent Developments In Theoretical And Experimental General Relativity. — World Scientific Dublin Institute...Max-Planck-Institut, 2012-02-02. — 2657 с. — ISBN 978-981-4458-03-0.
- Thibault Damour, Mathieu Burniat. Le mystère du monde quantique, Éditions Dargaud, 2016. ISBN 3-95728-050-8.
- Thibault Damour. Ondes gravitationnelles et trous noirs, CNRS - De vive voix, coll. «Les grandes voix de la recherche», 2019 (ISBN 9782271125385).

### Русские переводы
- Тибо Дамур. Мир по Эйнштейну.  От теории относительности до теории струн = Si Einstein M'etait Conte. De la relative a la theorie des cordes. — М.: Альпина нон-фикшн, 2016. — 268 с. — ISBN 978-5-91671-485-2.
- Тибо Дамур, Матьё Бюрниа. Тайны квантового мира = Le Mystere du monde quantique. — М.: Манн, Иванов и Фербер,, 2019. — 160 с. — ISBN 978-5-00117-811-8.

## Награды и почести
- (1980) бронзовая медаль Национального центра научных исследований.
- (1984) премия Поля Ланжевена[фр.].
- (1996) медаль Альберта Эйнштейна.
- (2017) золотая медаль Национального центра научных исследований (с Аленом Бриле)[12].
- (2021) медаль Дирака.
- (2021) премия Бальцана за работы по гравитации: физические и астрофизические аспекты (совместно с Алессандрой Буонанно)[13].